# Walram IV van Nassau-Wiesbaden-Idstein
Walram IV van Nassau-Wiesbaden-Idstein (1348 of 1354 – 7 november 1393), Duits: Walram IV. Graf von Nassau-Wiesbaden-Idstein, was graaf van Nassau-Wiesbaden-Idstein, een deel van het graafschap Nassau. Hij stamt uit de Walramse Linie van het Huis Nassau.

## Biografie
Walram was de zesde zoon van graaf Adolf I van Nassau-Wiesbaden-Idstein en Margaretha van Neurenberg, dochter van burggraaf Frederik IV van Neurenberg en Margaretha van Görz en Tirol.
Walram volgde in 1370 zijn vader op, regeerde samen met zijn broer Gerlach II en na diens dood alleen. Over het algemeen valt er weinig over zijn leven te zeggen; in de politieke gebeurtenissen van die tijd lijkt hij nooit gehandeld te hebben. Zelfs in de strijd die zijn broer Adolf sinds 1373 voerde om het bezit van het aartsbisdom Mainz, wordt zijn naam niet genoemd. Zijn naam wordt vermeld in de stichtingsoorkonde van de Ridderbond van het Leeuwengezelschap van 13 oktober 1379, maar over zijn verdere betrokkenheid is weinig bekend.
Hoewel hij vaak in geldnood verkeerde, zoals blijkt uit de door hem voorgenomen verpandingen – zelfs van de stad Wiesbaden aan Keurmainz – probeerde hij anderzijds zijn graafschap uit te breiden door de aankoop van kleine gebiedsdelen. Hij bouwde de Burcht Wallrabenstein bij Idstein. Hij droef in 1386 de Burcht Adolfseck over aan zijn jongere broer Johan. Tussen 1386 en 1393 liet hij munten slaan in Wiesbaden en Idstein. In 1389 was hij betrokken bij de vete van de stad Frankfurt tegen de heren van Cronberg, hij werd op 14 mei in de Slag om Cronberg gevangengenomen, maar werd al snel weer vrijgelaten.
Op 12 januari 1391, na de dood van zijn oom graaf Rupert van Nassau-Sonnenberg, sloot Walram een vergelijk met diens weduwe Anna van Nassau-Hadamar, die de terugkeer van de Burcht Sonnenberg aan de Walramse Linie van het Huis Nassau na haar dood verzekerde. Voor de ontwikkeling van de stad Wiesbaden schijnt hij bijzonder actief geweest te zijn; in 1393 verleende hij de stad een vrijheidsbrief.
Walram overleed op 7 november 1393 en werd als eerste van zijn huis begraven in de Uniekerk te Idstein. Walram werd opgevolgd door zijn zoon Adolf II.

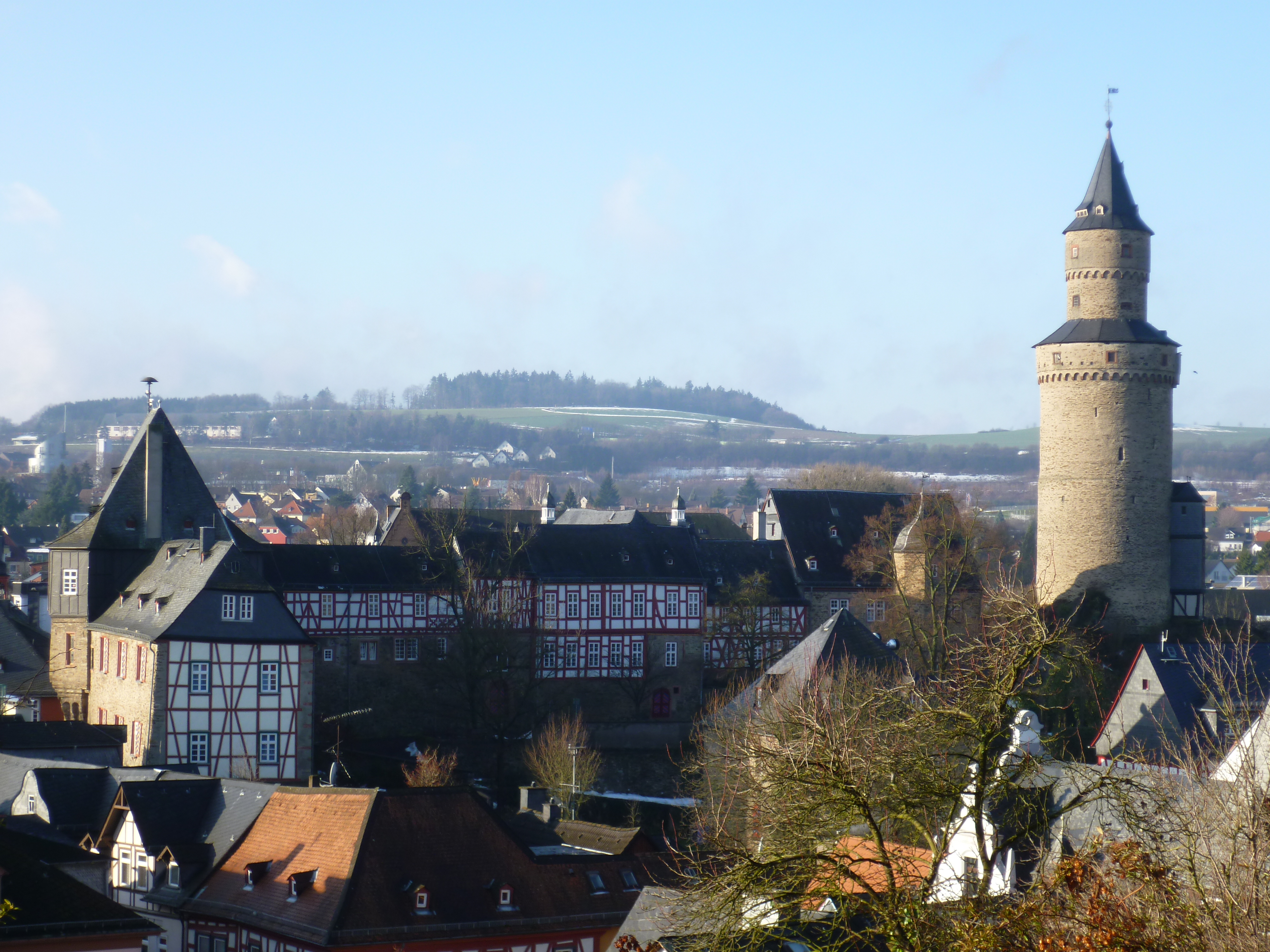
De Burcht Idstein
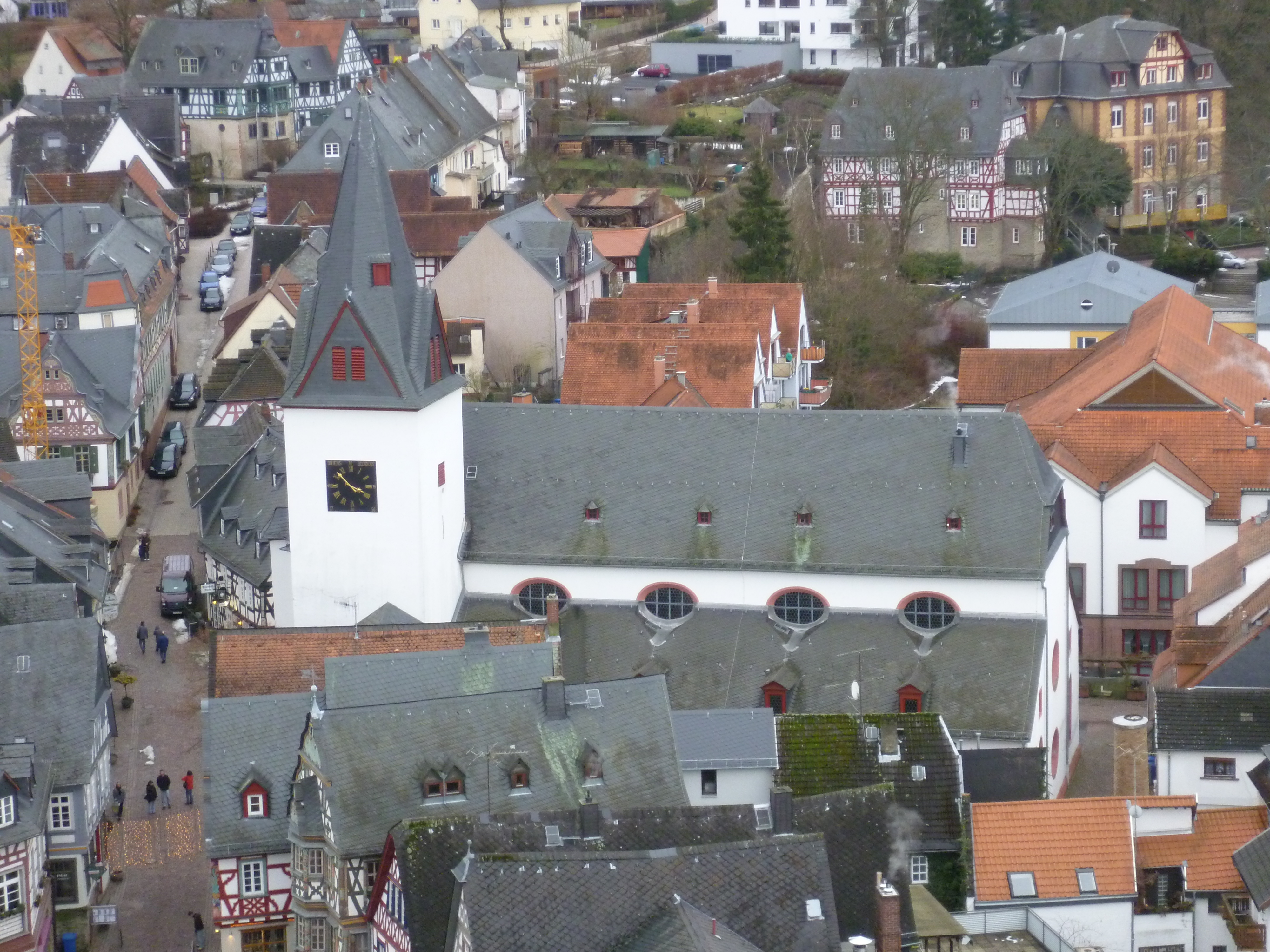
De Uniekerk te Idstein
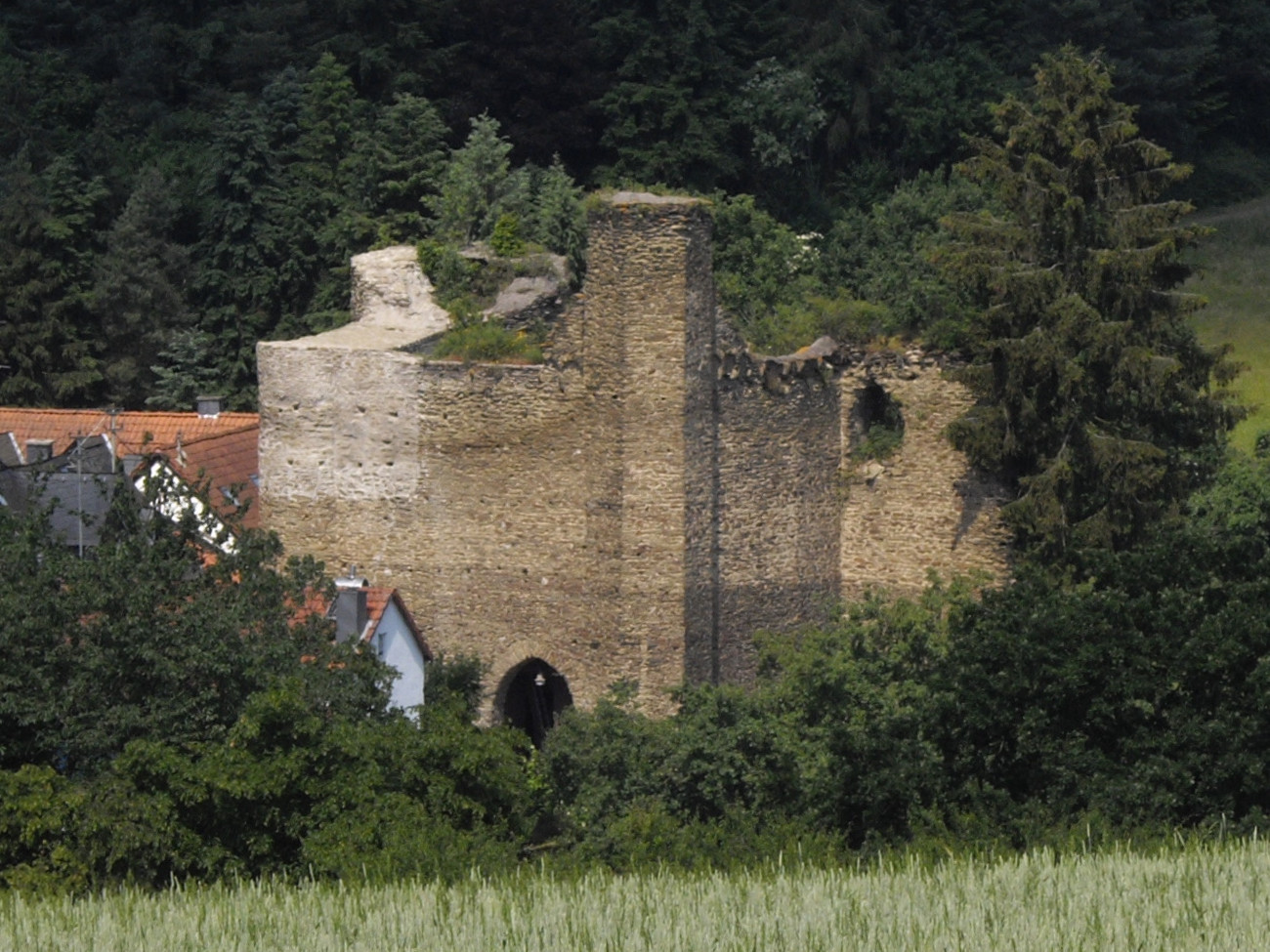
De ruïne van de Burcht Wallrabenstein
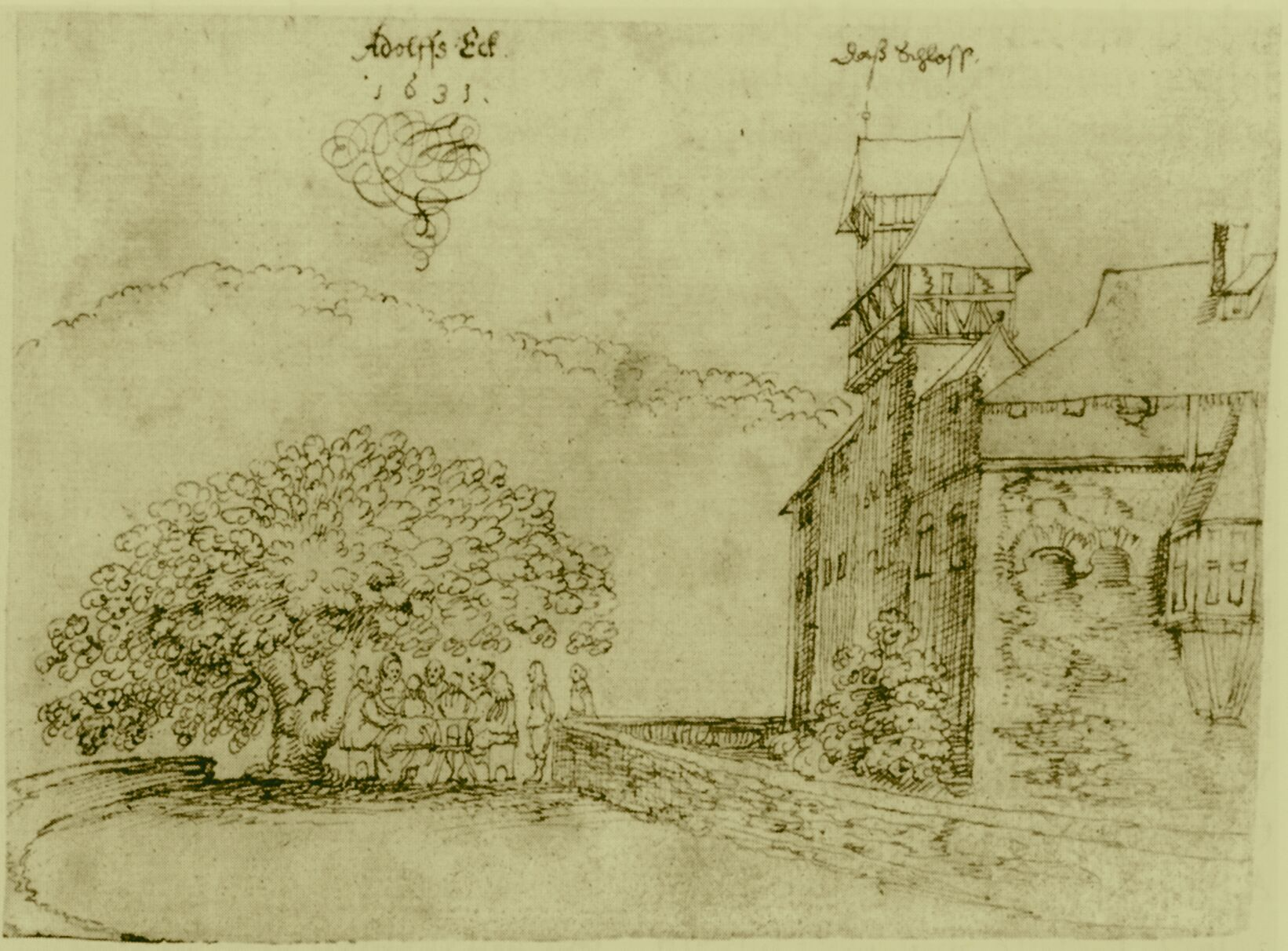
De Burcht Adolfseck in 1631

## Grafmonument
Het eens in het koor achter het hoogaltaar geplaatste grafmonument is sinds de restauratie van de kerk in 1665 verdwenen. Van het grafmonument resteert nog slechts een tekening van Heinrich Dors uit zijn in 1632 gepubliceerde Epitaphienbuch. De tekening toont de volledige figuur in volle bepantsering met een als een caddisrok bewerkte vacht eroverheen. Het hoofd met de vizierloze helm rust op een met kwastjes afgezet kussen; aan de gordel draagt hij een langzwaard en een dolk, zijn handen zijn gevouwen, zijn voeten rusten op een leeuw. Het wapen van Nassau is afgebeeld op twee schilden bij het hoofd van de figuur. De inscriptie omcirkelt de steen aan drie zijden tegen de klok in, te beginnen rechtsboven, zodat hij van buitenaf kan worden afgelezen. Deze vorm van inscriptie suggereert een verhoogde, tuimelachtige structuur. De hele rechterkant is daarentegen zonder inscriptie. De inscriptie luidt: “[Anno domi]ni · m · ccc · nonagesimo · tercia · vii · / die · me(n)sis · noue(m)bris · o(biit) · spectabil(is) · et · nobili[s dominus dominus Walramus co]mes · de · nassaue · cui(us) · a(n)i(m)a [requiescat in pace]”.

## Huwelijk en kinderen
Walram huwde in 1374 met Bertha van Westerburg († 24 maart 1418), dochter van heer Johan I van Westerburg en Kunigunde van Sayn. Uit het huwelijk werden de volgende kinderen geboren:
1. Adolf II (1386 – 26 juli 1426), volgde zijn vader op.
2. Margaretha († na 1432), huwde op 27 augustus 1398 met graaf Hendrik VII van Waldeck-Waldeck († na 30 april 1442).

## Voorouders
| Voorouders van Walram IV van Nassau-Wiesbaden-Idstein | Voorouders van Walram IV van Nassau-Wiesbaden-Idstein                                         | Voorouders van Walram IV van Nassau-Wiesbaden-Idstein                                         | Voorouders van Walram IV van Nassau-Wiesbaden-Idstein                                         | Voorouders van Walram IV van Nassau-Wiesbaden-Idstein                                         | Voorouders van Walram IV van Nassau-Wiesbaden-Idstein                                         | Voorouders van Walram IV van Nassau-Wiesbaden-Idstein                                         | Voorouders van Walram IV van Nassau-Wiesbaden-Idstein                                         | Voorouders van Walram IV van Nassau-Wiesbaden-Idstein                                         |
| ----------------------------------------------------- | --------------------------------------------------------------------------------------------- | --------------------------------------------------------------------------------------------- | --------------------------------------------------------------------------------------------- | --------------------------------------------------------------------------------------------- | --------------------------------------------------------------------------------------------- | --------------------------------------------------------------------------------------------- | --------------------------------------------------------------------------------------------- | --------------------------------------------------------------------------------------------- |
| Betovergrootouders                                    | Walram II van Nassau (ca. 1220–1276) ⚭ vóór 1250 Adelheid van Katzenelnbogen (?–1288)         | Gerlach I van Isenburg-Limburg (?–1289) ⚭ Imagina van Blieskastel (?–vóór 1298)               | Hendrik I ‘het Kind’ van Hessen (1244–1308) ⚭ 1263 Adelheid van Brunswijk-Lüneburg (?–1274)   | Lodewijk II ‘de Strenge’ van Beieren (1229–1294) ⚭ 1273 Mechtild van Habsburg (ca. 1253–1304) | Koenraad I van Neurenberg (?–1260/61) ⚭ Clementia (?–?)                                       | Albrecht I van Saksen (?–1260) ⚭ 1247/48 Helena van Brunswijk-Lüneburg (1223–1273)            | Meinhard IV van Görz en Tirol (ca. 1227–1295) ⚭ 1259 Elisabeth van Beieren (ca. 1227–1273)    | Albrecht II van Hohenberg (?–1298) ⚭ ? (?–?)                                                  |
| Overgrootouders                                       | Adolf van Nassau (ca. 1255–1298) ⚭ ca. 1271 Imagina van Isenburg-Limburg (?–na 1317)          | Adolf van Nassau (ca. 1255–1298) ⚭ ca. 1271 Imagina van Isenburg-Limburg (?–na 1317)          | Hendrik ‘de Jongere’ van Hessen (?–1298) ⚭ 1290 Agnes van Beieren (?–1345)                    | Hendrik ‘de Jongere’ van Hessen (?–1298) ⚭ 1290 Agnes van Beieren (?–1345)                    | Frederik III van Neurenberg (?–1297) ⚭ vóór 1278 Helena van Saksen (?–1309)                   | Frederik III van Neurenberg (?–1297) ⚭ vóór 1278 Helena van Saksen (?–1309)                   | Albrecht van Görz en Tirol (?–1292) ⚭ na 1282 Agnes van Hohenberg (?–na 1293)                 | Albrecht van Görz en Tirol (?–1292) ⚭ na 1282 Agnes van Hohenberg (?–na 1293)                 |
| Grootouders                                           | Gerlach I van Nassau (vóór 1288–1361) ⚭ 1307 Agnes van Hessen (?–1332)                        | Gerlach I van Nassau (vóór 1288–1361) ⚭ 1307 Agnes van Hessen (?–1332)                        | Gerlach I van Nassau (vóór 1288–1361) ⚭ 1307 Agnes van Hessen (?–1332)                        | Gerlach I van Nassau (vóór 1288–1361) ⚭ 1307 Agnes van Hessen (?–1332)                        | Frederik IV van Neurenberg (ca. 1287–1332) ⚭ 1307 Margaretha van Görz en Tirol (?–1348)       | Frederik IV van Neurenberg (ca. 1287–1332) ⚭ 1307 Margaretha van Görz en Tirol (?–1348)       | Frederik IV van Neurenberg (ca. 1287–1332) ⚭ 1307 Margaretha van Görz en Tirol (?–1348)       | Frederik IV van Neurenberg (ca. 1287–1332) ⚭ 1307 Margaretha van Görz en Tirol (?–1348)       |
| Ouders                                                | Adolf I van Nassau-Wiesbaden-Idstein (1307–1370) ⚭ 1332 Margaretha van Neurenberg (?–na 1382) | Adolf I van Nassau-Wiesbaden-Idstein (1307–1370) ⚭ 1332 Margaretha van Neurenberg (?–na 1382) | Adolf I van Nassau-Wiesbaden-Idstein (1307–1370) ⚭ 1332 Margaretha van Neurenberg (?–na 1382) | Adolf I van Nassau-Wiesbaden-Idstein (1307–1370) ⚭ 1332 Margaretha van Neurenberg (?–na 1382) | Adolf I van Nassau-Wiesbaden-Idstein (1307–1370) ⚭ 1332 Margaretha van Neurenberg (?–na 1382) | Adolf I van Nassau-Wiesbaden-Idstein (1307–1370) ⚭ 1332 Margaretha van Neurenberg (?–na 1382) | Adolf I van Nassau-Wiesbaden-Idstein (1307–1370) ⚭ 1332 Margaretha van Neurenberg (?–na 1382) | Adolf I van Nassau-Wiesbaden-Idstein (1307–1370) ⚭ 1332 Margaretha van Neurenberg (?–na 1382) |